# مؤسسه فناوری راچستر

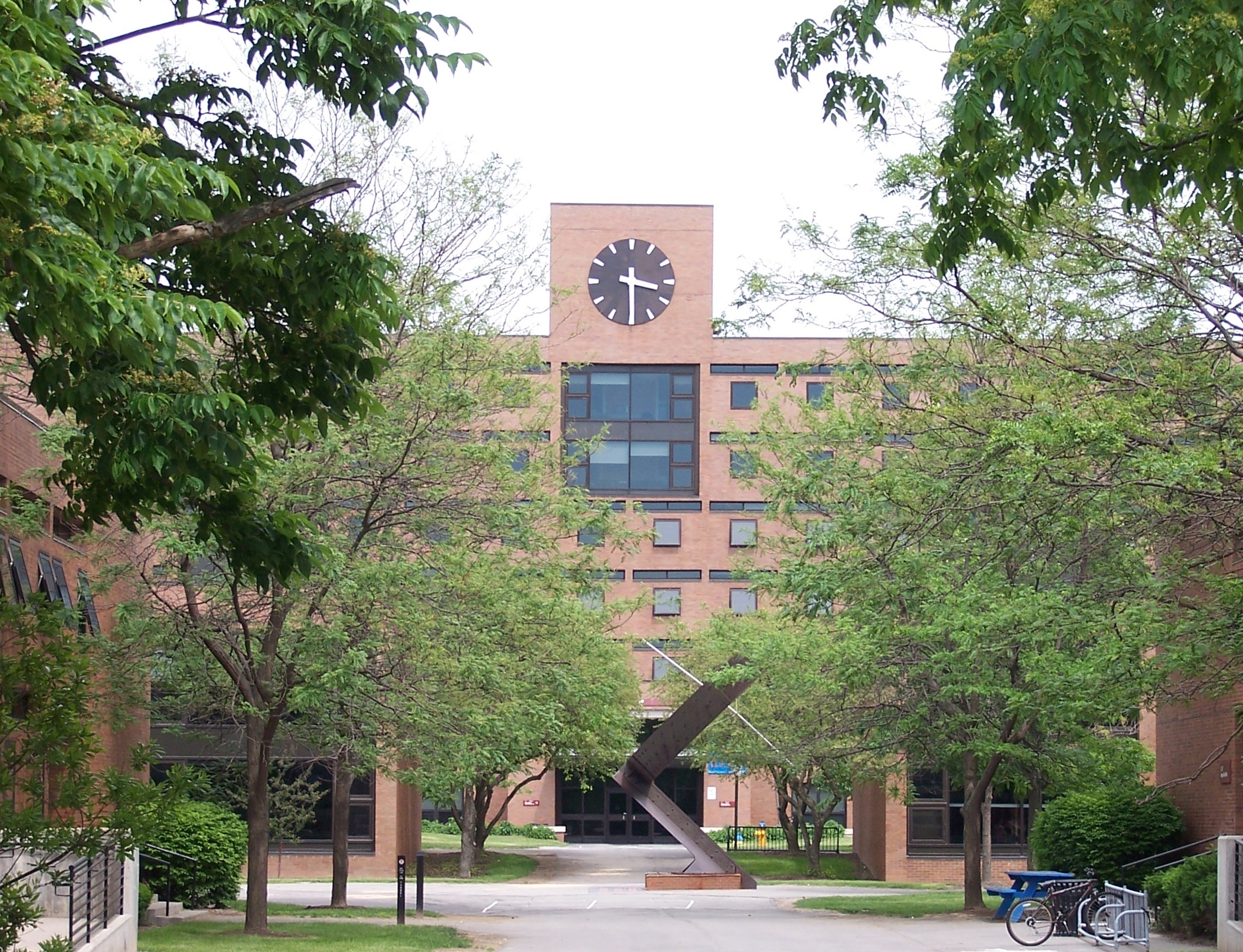
ساختمان «چستر کارلسون»

مؤسسه فناوری راچستر (به انگلیسی: Rochester Institute of Technology) یک دانشگاه تحقیقاتی خصوصی در شهر راچستر واقع در ایالت نیویورک آمریکا است که در سال ۱۸۲۹ میلادی بنیان‌نهاده شده‌است.
مؤسسه فناوری راچستر در دوبی نیز شعبه دارد.